# Municipio de Durango
El municipio de Durango es uno de los 39 municipios en que se encuentra dividido el estado mexicano de Durango, su cabecera es la ciudad de Victoria de Durango la ciudad capital del estado.

## Historia
La creación de la entidad empieza con la primera Constitución Política del Estado Libre de Durango, del primero de septiembre de 1825,  que en su artículo 4o.  señalaba lo siguiente: «Su territorio se divide por ahora en diez partidos que serán Durango... Villa del nombre de Dios... S. Juan del Rio... Villa de cinco Señores del rio de Nazas...  Cuencamé...  Santa Maria del Oro...  Indeé,  que se estenderá á  Cerro Gordo...  Santiago Papasquiaro... Tamasula... Guarisamey..»
En 1865, durante el Imperio de Maximiliano de Habsburgo, la división territorial de México cambio de estados a departamentos, lo cual dividió el Estado de Durango en 2 departamentos: departamento de Durango y  departamento de Nazas.
Posteriormente,  durante el Porfiriato, se restablecieron los partidos.
El municipio de Durango tal como existe hoy fue creado con la expedición de la Constitución Política del Estado Libre y Soberano de Durango del 6 de octubre de 1917.

## Demografía

### Localidades
En el censo de 2020 el municipio de Durango contaba con 736 localidades.
| Código INEGI      | Localidad                  | Población (2020) |
| ----------------- | -------------------------- | ---------------- |
| 100050001         | Victoria de Durango        | 616 068          |
| 100050219         | El Nayar                   | 4 161            |
| 100050150         | Cinco de Mayo              | 3 763            |
| 100050340         | La Ferrería                | 2 422            |
| 100050297         | José María Pino Suárez     | 2 401            |
| 100050187         | Colonia Hidalgo            | 2 230            |
| 100050279         | Sebastián Lerdo de Tejada  | 1 985            |
| 100050204         | Llano Grande               | 1 707            |
| 100050298         | Villa Montemorelos         | 1 647            |
| 100050136         | Banderas del Águila        | 1 631            |
| 100050194         | José Refugio Salcido       | 1 514            |
| 100050277         | Santiago Bayacora          | 1 418            |
| 100050132         | El Arenal                  | 1 231            |
| 100050214         | Morcillo                   | 1 143            |
| 100050193         | José María Morelos y Pavón | 1 140            |
| 100050231         | Plan de Ayala              | 1 130            |
| 100050191         | Independencia y Libertad   | 1 121            |
| 100050164         | Dolores Hidalgo            | 1 103            |
| 100050149         | Cinco de Febrero           | 1 009            |
| 100050151         | Contreras                  | 1 005            |
| Otras localidades | Otras localidades          | 38 868           |
| Total municipal   | Total municipal            | 688 697          |

## Política

### Presidentes municipales
- (1968-1971): Gonzalo Salas Rodríguez
- (1971-1974): Maximiliano Silerio Esparza
- (1974-1977): Máximo Gámiz Parral
- (1977-1980): Jesús Flores López
- (1980-1983): Eduardo de la Peña Lares
- (1983-1986): Rodolfo Elizondo Torres
- (1986): Jesús Dávila Valero Interino
- (1986-1989): Emilio Gutiérrez Valles
- (1989-1992): Jorge Clemente Mojica Vargas
- (1992-1995): Alejandro González Yáñez
- (1995): Jesús Dávila Valero Interino
- (1995-1998): Marcos Carlos Cruz Martínez
- (1998-2000): Ismael Hernández Deras
- (2000-2001): Carlos Emilio Contreras
- (2001-2004): José Rosas Aispuro
- (2004-2007): Jorge Herrera Delgado
- (2007): Pedro Ávila Nevárez
- (2007-2009): Jorge Herrera Caldera
- (2009-2010): José Antonio Ochoa Rodríguez
- (2010-2013): Adán Soria Ramírez
- (2013-2016): Esteban Villegas Villarreal
- (2016-2018): José Ramón Enríquez Herrera
- (2018): Alfredo Herrera Duenweg
- (2018-2019): José Ramón Enríquez Herrera
- (2019-2022): Jorge Salum del Palacio
- (2022-2025): José Antonio Ochoa Rodríguez